# 牛久市

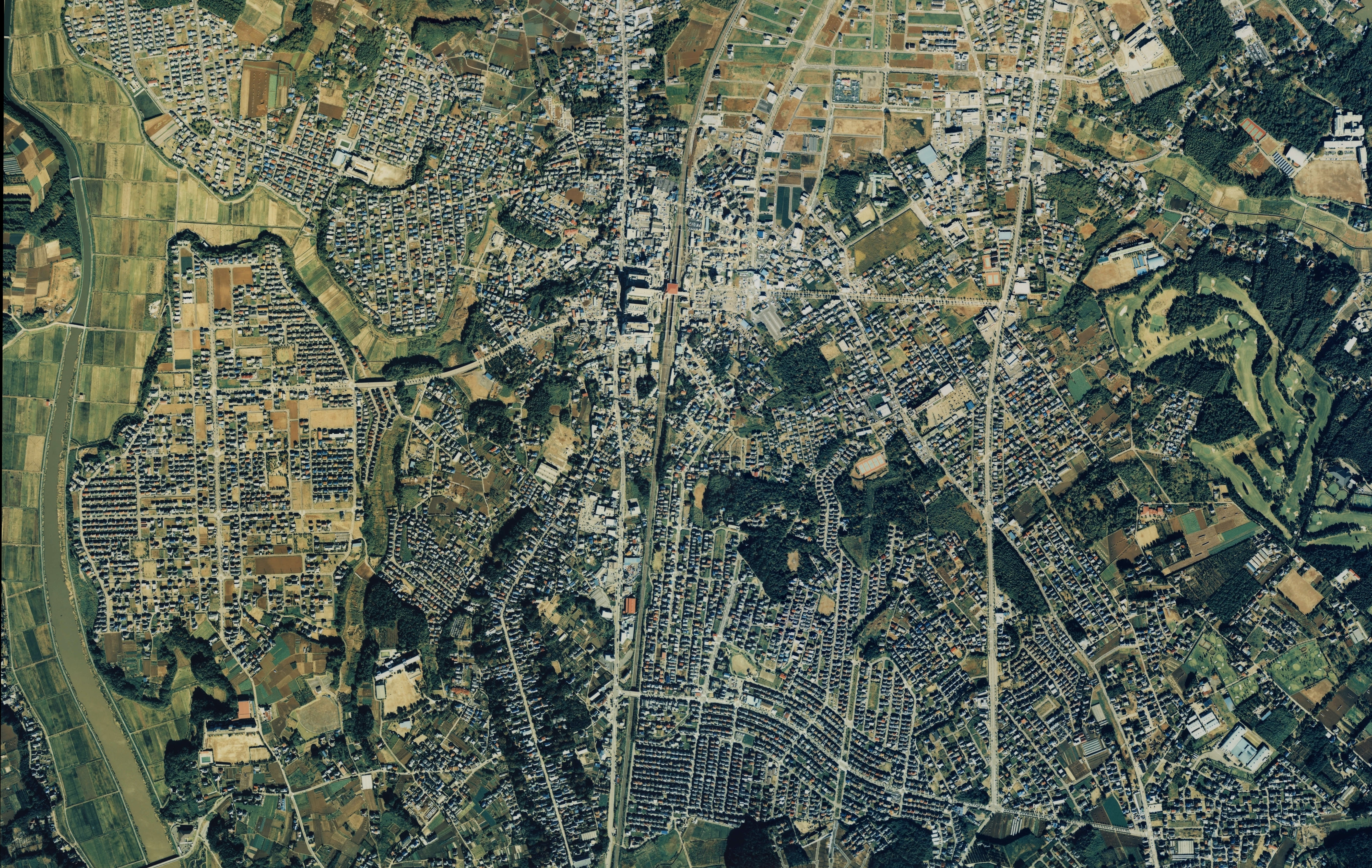
牛久市中心部周辺の空中写真。1990年撮影の3枚を合成作成。。

牛久市（うしくし）は、茨城県南部の県南地域に位置する市。旧稲敷郡。

## 概説
東京都心や県庁所在地の水戸市からそれぞれ約50キロ程度の位置にある。南北にJR常磐線が通り、所要時間は牛久駅やひたち野うしく駅から都心まで約1時間である。
人口約8.5万人。市制施行時の1986年（昭和61年）に総人口50,000人を超え、2016年（平成28年）には人口85,000人を超えた。その後、2017年（平成29年）をピークに人口は減少傾向にある。2015年（平成27年）国勢調査によると市外への通勤・通学率は、つくば市が14.7%、東京都が13.3%となっている。
市東部には仏像の牛久大仏がある。

## 地理
- 市北西部から南東部にかけて小野川が流れ東部から東部に乙戸川、桂川が合流する。また、西部で牛久沼に一部接している。
- 沖積低地と関東ロームから成る洪積台地（稲敷台地）の二層構造の地形が特徴である。低地と台地の標高はそれぞれ5mから25mほどで若干の起伏はあるが平野（関東平野）の範囲内である。

### 人口
| |                                        |  |
| 牛久市と全国の年齢別人口分布（2005年） | 牛久市の年齢・男女別人口分布（2005年） |  |
| ■紫色 ― 牛久市 ■緑色 ― 日本全国 | ■青色 ― 男性 ■赤色 ― 女性              |  |
| 牛久市（に相当する地域）の人口の推移 \| 1970年（昭和45年） \| 19,372人 \| \| \| 1975年（昭和50年） \| 27,674人 \| \| \| 1980年（昭和55年） \| 40,164人 \| \| \| 1985年（昭和60年） \| 51,926人 \| \| \| 1990年（平成2年） \| 60,693人 \| \| \| 1995年（平成7年） \| 66,338人 \| \| \| 2000年（平成12年） \| 73,258人 \| \| \| 2005年（平成17年） \| 77,223人 \| \| \| 2010年（平成22年） \| 81,684人 \| \| \| 2015年（平成27年） \| 84,317人 \| \| \| 2020年（令和2年） \| 84,651人 \| \| |                                        |  |
| 総務省統計局 国勢調査より |                                        |  |
| 1970年（昭和45年） | 19,372人                               |  |
| 1975年（昭和50年） | 27,674人                               |  |
| 1980年（昭和55年） | 40,164人                               |  |
| 1985年（昭和60年） | 51,926人                               |  |
| 1990年（平成2年） | 60,693人                               |  |
| 1995年（平成7年） | 66,338人                               |  |
| 2000年（平成12年） | 73,258人                               |  |
| 2005年（平成17年） | 77,223人                               |  |
| 2010年（平成22年） | 81,684人                               |  |
| 2015年（平成27年） | 84,317人                               |  |
| 2020年（令和2年） | 84,651人                               |  |

## 歴史

### 地名の由来
牛久の地名の由来には諸説あるが、古語に由来するものと考えられる。ただし、龍ケ崎市の金龍寺に「怠け者の小僧が牛になってしまい、沼に身投げをした。そこから『牛を沼が食った』『牛食う沼』と変わり、その沼が牛久沼と呼ばれるようになった」という昔話が伝わっており、沼の名の由来・地名の由来ともに、この伝説がまるで真説のように流布している。なお、牛久沼は現在の龍ケ崎市に位置する。
「潮来」（うしおく）が「うしく」になったとする説、鵜宿あるいは卯宿（うしゅく）が転じたとする説などもあるが、上記の金龍寺の伝説が一般に支持されている。

### 沿革
- 1804年 - 牛久助郷一揆。
- 1878年（明治11年） - 津田出が女化に日本初となる「洋式」大農場を開設。
- 1889年（明治22年）4月1日 - 町村制が施行され河内郡牛久村設置。
- 1896年（明治29年）3月29日 - 河内郡は信太郡と合併、稲敷郡となる。
- 1896年（明治29年）12月25日 - 牛久駅が開業。
- 1903年（明治36年）9月 - 神谷傳兵衛が牛久シャトーでワインの生産を開始。
- 1954年（昭和29年）1月1日 - 町制施行、牛久町となる。
- 1954年（昭和29年）4月1日 - 岡田村と合併、新町名は牛久町とする。
- 1955年（昭和30年）2月10日 - 稲敷郡奥野村を編入
- 1960年（昭和35年）7月1日 - 現在の市章となる町章を制定する[3]。
- 1986年（昭和61年）6月1日 - 市制施行、牛久市となる。
- 1994年（平成6年）3月31日 - 防災行政無線運用開始。
- 1995年（平成7年）10月12日 - 新たな住居表示町名として、中央1丁目〜5丁目（旧田宮町・柏田町・牛久町・南1丁目の各一部）を設定[4]。
- 1998年（平成10年）3月14日 - ひたち野うしく駅が開業
- 2000年（平成12年）12月4日 - 新たな住居表示町名として、田宮2丁目〜3丁目（旧田宮町・柏田町の各一部）を設定[5]。
- 2002年（平成14年）4月1日 - 防災行政無線のチャイムの音色が変更される。
- 2007年（平成19年）3月10日 - 圏央道牛久阿見I.Cが供用開始（所在地は阿見町）。
- 2015年（平成27年）2月21日 - 防災行政無線放送等変更。

### 地価変動
2008年（平成20年）度の住宅地の地価は-1.9%と東京圏で4番目の下落率、商業地の地価は-1.8%と東京圏で5番目の下落率を示している。

## 行政
- 市長：沼田和利 - 2023年10月3日就任、1期目

### 歴代首長
特記なき場合「令和元年度統計うしく」による。
牛久町長
| 代 | 氏名     | 就任                      | 退任                      | 備考               |
| -- | -------- | ------------------------- | ------------------------- | ------------------ |
| 1  | 川村衛   | 1954年（昭和29年）4月1日  | 1963年（昭和38年）10月2日 |                    |
| 2  | 宮本進   | 1963年（昭和38年）10月3日 | 1975年（昭和50年）10月2日 |                    |
| 3  | 大野正雄 | 1975年（昭和50年）10月3日 | 1986年（昭和61年）5月31日 | 任期途中で市制施行 |

牛久市長
| 代 | 氏名     | 就任                      | 退任                      | 備考 |
| -- | -------- | ------------------------- | ------------------------- | ---- |
| 1  | 大野正雄 | 1986年（昭和61年）6月1日  | 1991年（平成3年）10月2日  |      |
| 2  | 大野喜男 | 1991年（平成3年）10月3日  | 2003年（平成15年）10月2日 |      |
| 3  | 池邉勝幸 | 2003年（平成15年）10月3日 | 2015年（平成27年）10月2日 |      |
| 4  | 根本洋治 | 2015年（平成27年）10月3日 | 2023年（令和5年）10月2日  |      |
| 5  | 沼田和利 | 2023年（令和5年）10月3日  | 現職                      |      |

### 財政
- 2010年度（平成22年度）は209億9,000万円の一般会計予算が組まれており、歳入の約56%が市税で、そのうち約半分が個人市民税に依る。一般会計からの支出は民生費が最も多くを占め、ついで教育費、土木費、総務費が続く。また、同年度は8つの特別会計で136億6,400万円の予算が組まれている。
- 2010年度の地方交付税交付金による歳入は8億1,435.1万円で、一般会計予算のうちの3.9%を占める。財政力指数は0.950である。
- 負債については2008年度（平成20年度）時点で、地方債現在高比率160.7%、実質的な債務残高比率199.1%、将来にわたる実質的な財政負担比率186.1%である。

### 広域事務
- 茨城租税債権管理機構
- 茨城県市町村総合事務組合
- 茨城県南水道企業団
- 龍ヶ崎地方衛生組合
- 稲敷地方広域市町村圏事務組合
- 牛久市・阿見町斎場組合
- 利根川水系県南水防事務組合

### 第三セクター等
- 牛久都市開発（株） - エスカード牛久

## 議会

### 市議会
- 議員定数：22
- 会派別構成（2024年6月議会現在）
  - 市民クラブ（5名）

市民系諸派の統一会派
  - 黒木のぶ子、須藤京子、杉森弘之（新社会党）、出澤大（れいわ新選組）、加藤政之（立憲民主党）

  - 自民党うしく21（3名）

  - 石原幸雄、諸橋太一郎、髙嶋基樹

  - 公明党（3名）
    - 藤田尚美、鈴木勝利、伊藤知子

  - 日本共産党（2名）
    - 遠藤憲子、大森和夫

  - 日本維新の会（2名）
    - 伊藤裕一、水梨伸晃

  - うしく未来プロジェクト（2名）
    - 柳井哲也、塚原正彦

  - 無会派（5名）
    - 小松崎伸、山本伸子、池辺己実夫、甲斐徳之助、磯山和男

### 衆議院
- 選挙区：茨城3区（龍ケ崎市、取手市、牛久市、守谷市、稲敷市、稲敷郡、北相馬郡）
- 任期：2024年 - 2028年
- 当日有権者数：386,256人
- 投票率：53.11%

| 当落 | 候補者名   | 年齢 | 所属党派     | 新旧別 | 得票数   | 重複 |
| ---- | ---------- | ---- | ------------ | ------ | -------- | ---- |
| 当   | 葉梨康弘   | 65   | 自由民主党   | 前     | 83,667票 | ○    |
|      | 梶岡博樹   | 47   | 立憲民主党   | 新     | 63,273票 | ○    |
|      | 橋口奈保   | 47   | 日本維新の会 | 新     | 23,741票 | ○    |
|      | 加川裕美   | 60   | れいわ新選組 | 新     | 14,783票 |      |
|      | 大内久美子 | 75   | 日本共産党   | 新     | 13,235票 |      |

## 国の機関
- 法務省所管
  - 出入国在留管理庁関係
    - 東日本入国管理センター（俗称、牛久入管） - 牛久市久野町1766

北朝鮮の金正男と見られる人物も収容経験がある。
  - 矯正局関係
    - 茨城農芸学院（矯正施設）

## 姉妹都市・提携都市

### 国内
- 常陸太田市（茨城県）
  - 1986年（昭和61年）5月24日 姉妹都市提携
- 色麻町（宮城県）
  - 1988年（昭和63年）7月23日 姉妹都市提携

### 国外
- ホワイトホース（カナダ連邦 ユーコン準州）
  - 1985年 姉妹提携[7]
- グレーヴェ・イン・キアンティ（イタリア共和国 トスカーナ州 フィレンツェ県）
  - 2013年12月16日 友好都市協定調印[8]

「スローシティ」の理念に基づく提携先を日本に求めていたグレーヴェ・イン・キアンティから、「牛久シャトー」や里山の景観が残る牛久市に打診[8]。牛久市側も「スローシティのまちづくり」理念とワイン生産の共通点から提携の機運が生じる[8]。民間交流を深めたうえ、グレーヴェ・イン・キアンティで協定に調印[8]。
- オレンジ（オーストラリア連邦 ニューサウスウェールズ州）
  - 1990年7月28日 姉妹提携[9]

## 産業

### 農業
小野川、稲荷川、乙戸川沿いの沖積低地では稲作、洪積台地上ではラッカセイ、ゴボウ、ニンジン、メロン、スイカなどの畑作が行われている。

### 工業
太田胃散など中小規模の工場の他、旧奥野村地域には筑波南桂工業団地、筑波南奥原工業団地がある。

### 商業
牛久駅西口前には1987年（昭和62年）の駅前再開発で誕生した中堅スーパーマーケット、イズミヤ（本社・大阪市）を核とするショッピングセンター「エスカード牛久」があったが、2017年2月にイズミヤが撤退。2017年5月、イズミヤの食品売り場であった1階にエコスグループのTAIRAYAエスカード牛久店が開店、イズミヤが衣料品売り場などを展開していた2階〜3階については、2階にはDAISOや、南部珈琲、パシオス、運茶が、3階はゴールドジムとKIDS PLAY GROUND（有料室内遊園地）が展開している。
1983年に西友牛久店が開業しているが、1995年に撤退した。現在西友の店舗跡地は家庭用品メーカー、マーナの配送センターとして使用されている。
他牛久駅周辺に小規模商店がある程度集積するが、規模の大きい商店街は存在していない。ひたち野うしく駅周辺を含む新興住宅地や幹線道路沿いにあるスーパーやレストラン、家電量販店などの郊外型店舗が客の流れの上では主流となっている。2006年12月にひたち野うしく駅前に市内初の郊外型の大規模複合型ショッピングセンターとしてウォルマート傘下の西友が開店した。
百貨店のサテライトショップは市内にも「三越牛久」があるが小型店舗である。

### 市内に店舗があるチェーンスーパー、生協店舗
- カスミ - FOOD OFFストッカー牛久柏田店（中央3丁目）、ひたち野牛久店（ひたち野東）、フードスクエア牛久店（神谷6丁目）、フードスクエア刈谷店（田宮町）
- ジョイフーズ - 牛久さくら台店（さくら台1丁目）
- トライアル - 牛久店（南1丁目）
- いばらきコープ - コープうしく（南1丁目）
- ディスカウントスーパーヒーロー - 牛久店（女化町）、牛久中央店（中央2丁目）
- 西友 - ひたち野うしく店（ひたち野東）
- エコス - ヤマウチ牛久店（上柏田4丁目）、TAIRAYAエスカード牛久店（牛久町）
- ヨークベニマル - 牛久南店（南2丁目）、ひたち野うしく店（ひたち野西）、牛久上柏田店（上柏田4丁目）

### 市内に本社を置く主な企業
- 株式会社ヒーロー
- ARIDESIGN株式会社

## 経済

### 郵便局
- 牛久郵便局　〒300-1299
- 牛久本町郵便局　〒300-1234
- 牛久駅西口郵便局　〒300-1221
- 牛久みどり野郵便局　〒300-1222
- 本牛久郵便局　〒300-1221
- 牛久岡見郵便局 〒300-1204
- 奥野郵便局　〒300-1283
- ひたち野うしく郵便局　〒300-1207

### 銀行
- 三井住友銀行
  - 牛久支店
- 常陽銀行
  - 牛久支店
  - 牛久東支店
  - ひたち野うしく支店
- 筑波銀行
  - 牛久支店
  - 牛久中央支店
  - 牛久東支店
  - ひたち野うしく支店

## 学校

### 高等学校
- 茨城県立牛久高等学校
- 茨城県立牛久栄進高等学校
- 東洋大学附属牛久高等学校 ※中高併設
- つくば開成高等学校（通信制）

### 義務教育学校
- 牛久市立おくの義務教育学校 ※牛久市立牛久第二中学校と牛久市立奥野小学校を統合し2020年（令和2年）4月開校

### 中学校
- 牛久市立牛久第一中学校
- 牛久市立牛久第三中学校
- 牛久市立下根中学校
- 牛久市立牛久南中学校
- 牛久市立ひたち野うしく中学校 ※2020年（令和2年）4月開校
- 東洋大学附属牛久中学校 ※中高併設

#### 廃止になった中学校
- 牛久市立牛久第二中学校 ※牛久市立おくの義務教育学校へ統合

### 小学校
- 牛久市立牛久小学校
- 牛久市立岡田小学校
- 牛久市立牛久第二小学校
- 牛久市立中根小学校
- 牛久市立向台小学校
- 牛久市立神谷小学校
- 牛久市立ひたち野うしく小学校

#### 廃止になった小学校
- 牛久市立奥野小学校 ※牛久市立おくの義務教育学校へ統合

### 幼稚園
- 牛久教会こどものいえ幼稚園
- 牛久文化幼稚園
- 牛久幼稚園
- かわい幼稚園
- こばと幼稚園
- 牛久市立第一幼稚園
- 牛久市立第二幼稚園
- ひたち野牛久幼稚園
- フレンド幼稚園

## 交通

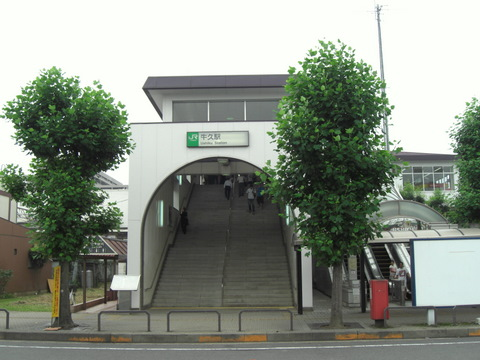
牛久駅東口（2007年7月29日）

### 鉄道
- 東日本旅客鉄道（JR東日本）
  - 常磐線
    - 牛久駅 - ひたち野うしく駅
- 中心となる駅：牛久駅

### バス
1980年〜1990年ごろは牛久駅西側（谷田部方面、農林団地方面、森の里団地方面、国道6号線土浦・取手方面の路線（現廃止）、六建団地線（現廃止）、刈谷団地線）を関東鉄道が、牛久駅東側（栄町方面、鹿ヶ作・正直・牛久浄苑・奥原・江戸崎方面、牛久市南のみどり野団地、女化・竜ヶ崎駅方面）は茨城観光自動車（茨観）が路線を拡げていたが、2001年6月茨城観光自動車が撤退、路線は廃止あるいは関東鉄道に引き継がれたが、廃止・縮小を繰り返し、牛久駅から市東部（旧奥野村）地域へ行く一般路線は、「鹿ヶ作」（→小坂団地）と「牛久浄苑」のみとなった。
2001年6月以降、牛久駅発着の一般路線はすべて関東鉄道であり、市内はほぼ独占状態である。
一般路線バス等
- 関東鉄道
  - 牛久駅西方面はつくば市茎崎地区・谷田部地区方面へ行く3路線（みどりの駅、農林団地、森の里団地の各方面）と刈谷団地方面の1路線がある。つくば中央営業所（谷田部車庫。つくば市上横場）が管轄する。
  - 牛久駅東方面は、市域が東方に広がっていることもあり主として市内路線で、近距離ではみどり野団地（牛久市南）・柏田、栄町の各方面、その他では竜ヶ崎ニュータウン、鹿ヶ作（→小坂団地）、牛久浄苑（牛久大仏）、ひたち野うしく駅（現廃止）の各方面の路線がある。東方面はみどり野団地など通勤利用が多い路線がある一方、本数の少ない路線・系統が多い。つくば中央営業所と竜ヶ崎営業所（龍ケ崎市）の路線が入り組んでおり詳細は各営業所の項を参照のこと。
  - その他、「ひたち野うしく〜つくばセンター〜筑波大学中央」など、つくばセンター方面の路線があり一部区間に於いてはジェイアールバス関東と共同運行である。
- ジェイアールバス関東
  - 1998年3月14日開業の「ひたち野うしく〜つくばセンター」線を関東鉄道と共同運行する他、2001年6月茨城観光自動車の撤退に伴い、「美浦村〜竜ヶ崎」線を継承した。後者はほぼ龍ケ崎市の高校への通学向けに特化した路線で、奥野地区中央部を通っていたが、2010年9月30日限りで廃止された。
  - 2007年10月1日深夜より、市内に停車する「取手駅西口発土浦駅東口行き」（土浦リレー号）及び「土浦駅東口発ひたち野うしく駅行き」の深夜バス路線が開業した。2008年7月1日深夜より、牛久駅東口にも停車していたが、2023年9月30日限りで廃止された。

コミュニティバス・福祉バス
- 牛久市コミュニティバス「かっぱ号」
  - バス路線の廃止・縮小や狭隘な道路が多い市内において、自動車を運転しない人々の移動手段を確保すべく、市が関東鉄道（つくば中央営業所）に委託して2003年7月試験運行開始。現在は本格運行をしているが、試験開始当初と比べ、運行地区や運行日に偏りがある。
- 牛久市総合福祉センター送迎バス
  - 一般乗合ではないが、市内に広く停留所を持ち、同センター利用者などが利用できる

高速バス・中距離バス
- 成田空港直通バス「NATT'S」（関東鉄道、千葉交通、成田空港交通の3社による共同運行）
  - 土浦駅・つくばセンターと成田空港を結ぶ予約・定員制バス（空港発は予約不要）は、ひたち野うしく駅開業により、市内にも停車するようになった。2004年12月20日からは、一般路線バスの栄町団地中央停留所と同じ地点に「牛久」停留所を新設。
- 急行「わかば号」
  - 東茨城郡茨城町にある茨城県運転免許センターを結ぶ。牛久駅東口の他、市内に数箇所停留所がある。一時期は水戸駅まで延長運転していた。

### 道路
- 高速道路
  - 首都圏中央連絡自動車道（国道468号）
    - 市内北部地区と東部地区を2度に分けて通過する。

（つくば牛久IC（つくば市内））- 牛久阿見IC（阿見町、一部牛久市内）- 阿見東IC（牛久市内、一部阿見町内）
- 一般国道
  - 国道6号（水戸街道）
    - 北方面 - 土浦・かすみがうら・石岡・水戸・日立・いわき
    - 南方面 - 龍ケ崎・取手・柏・松戸・東京

  - 国道408号（牛久学園線）
- 県道
  - 主要地方道
    - 茨城県道34号竜ヶ崎阿見線
    - 茨城県道46号野田牛久線
    - 茨城県道48号土浦竜ヶ崎線
    - 茨城県道68号美浦栄線

  - 一般県道
    - 茨城県道143号谷田部牛久線
    - 茨城県道202号館野牛久線
    - 茨城県道272号牛久停車場線
- 大規模農道
  - 稲敷大規模農道（カントリーライン）

## スポーツ
- NPO法人 茨城ロングホーン BASKETBALL CLUB

2005年に元バスケットボール日本リーグのアンフィニ東京（元マツダ）バスケットボールチーム監督澤田司の旗揚げで設立されたバスケットボールクラブ団体「茨城ロングホーン」がある。

## 主な名所
- 牛久シャトー
- 牛久大仏
- 小川芋銭記念館「雲魚亭」
- 牛久城跡
- 牛久縁切り稲荷・牛久成田山真浄寺（茨城の怖い話（寺井広樹/一銀海生【著】）の怪談「縁切り藁人形」がある）
- 蛇喰古墳

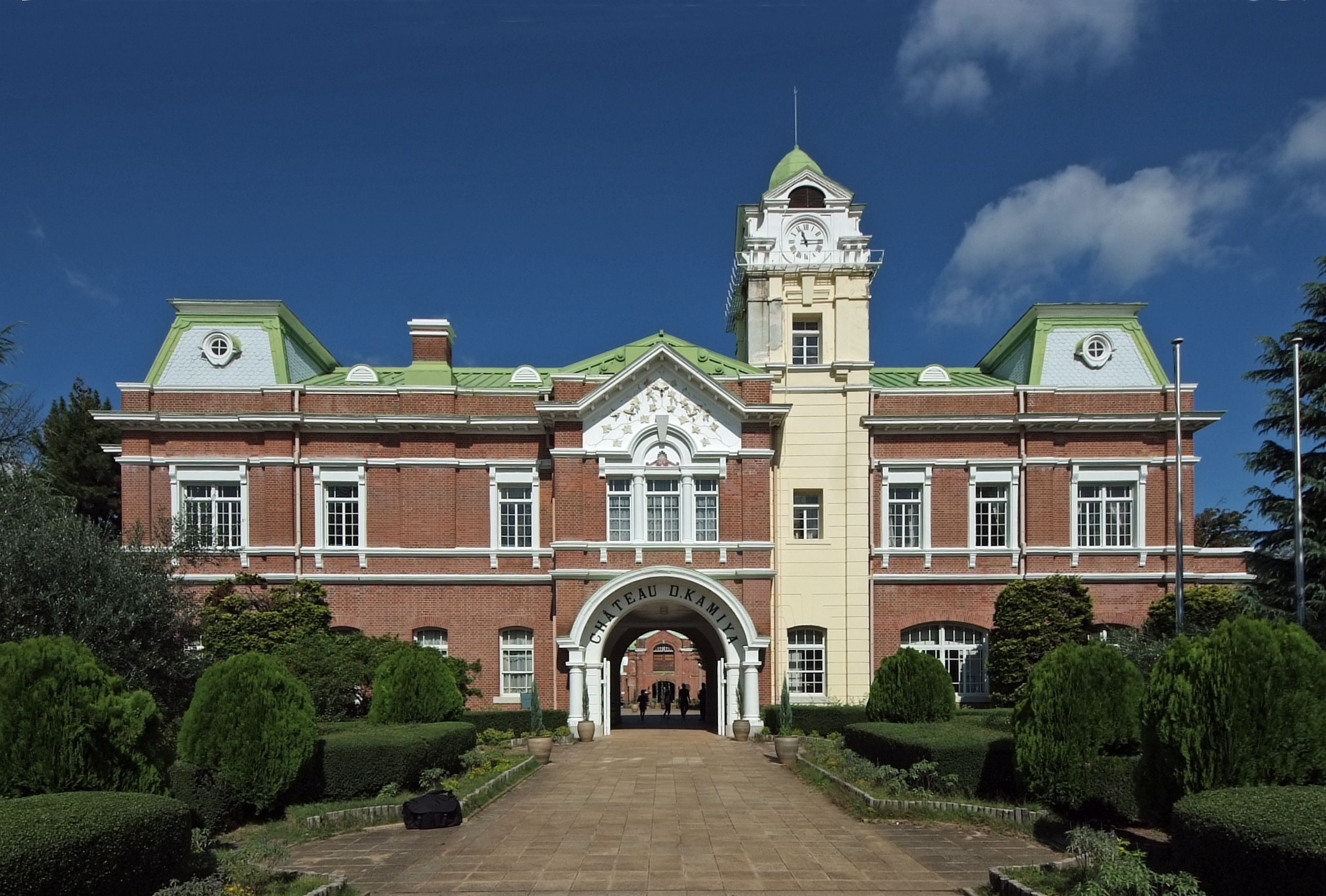
牛久シャトー
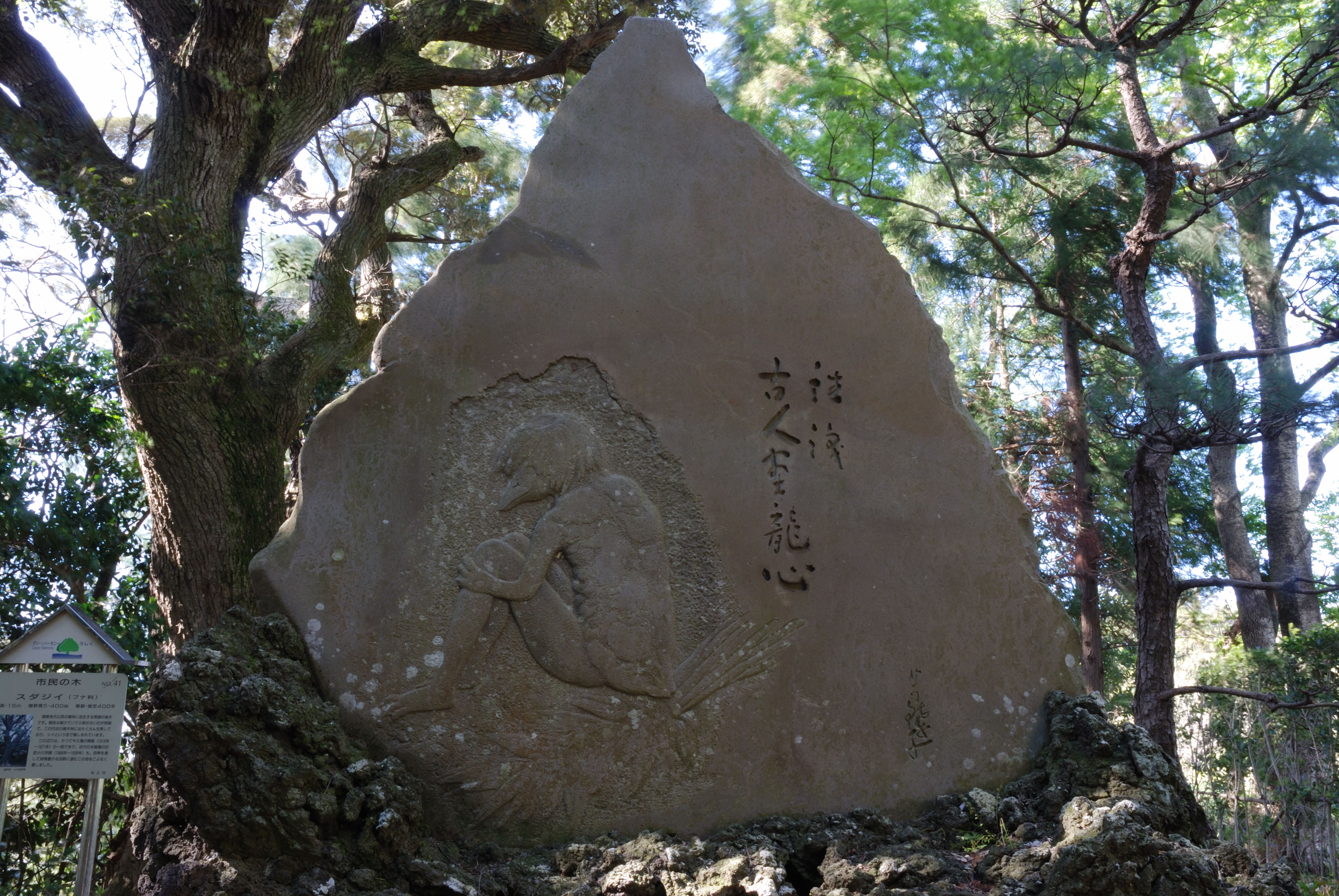
小川芋銭・河童の碑
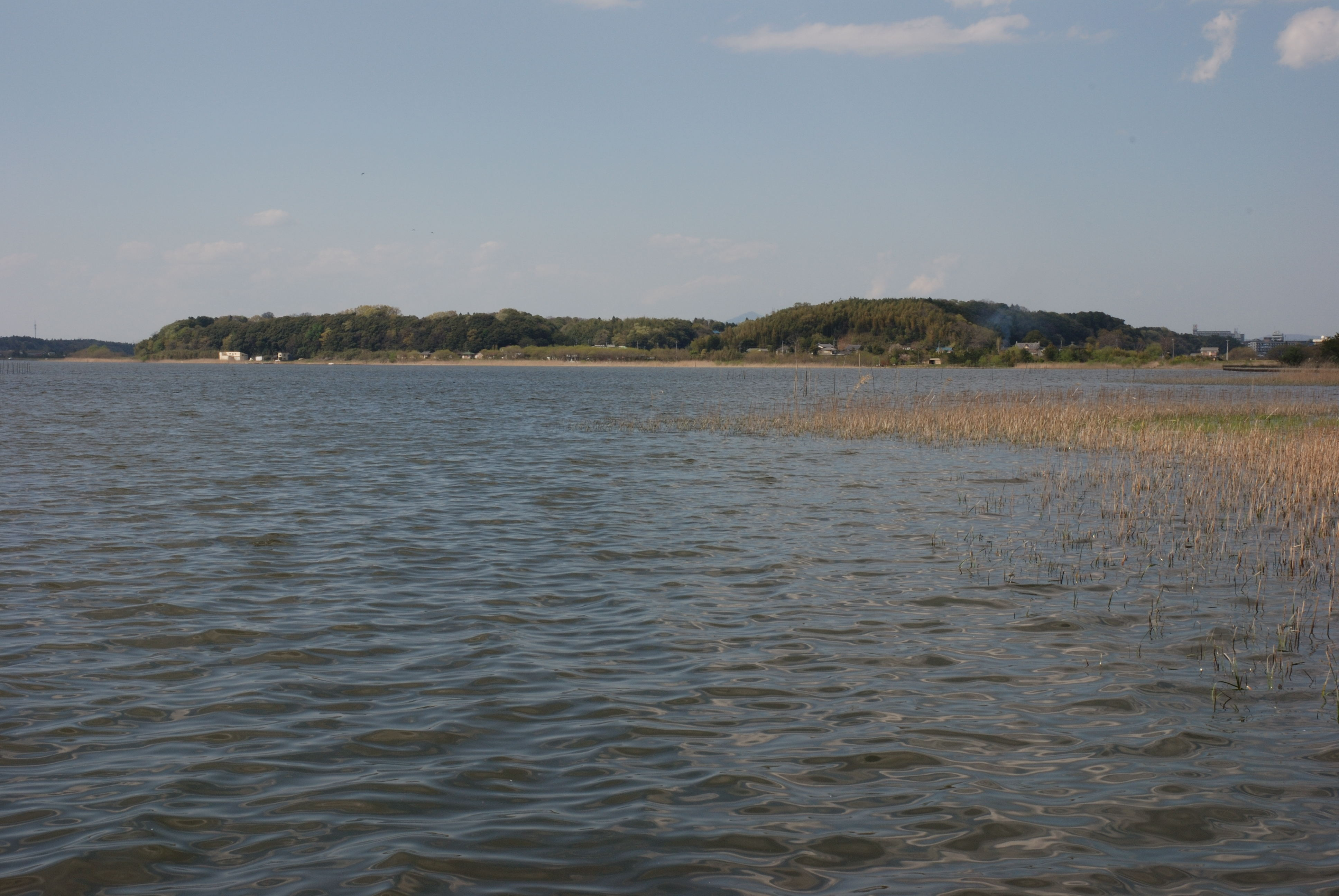
牛久城跡と牛久沼
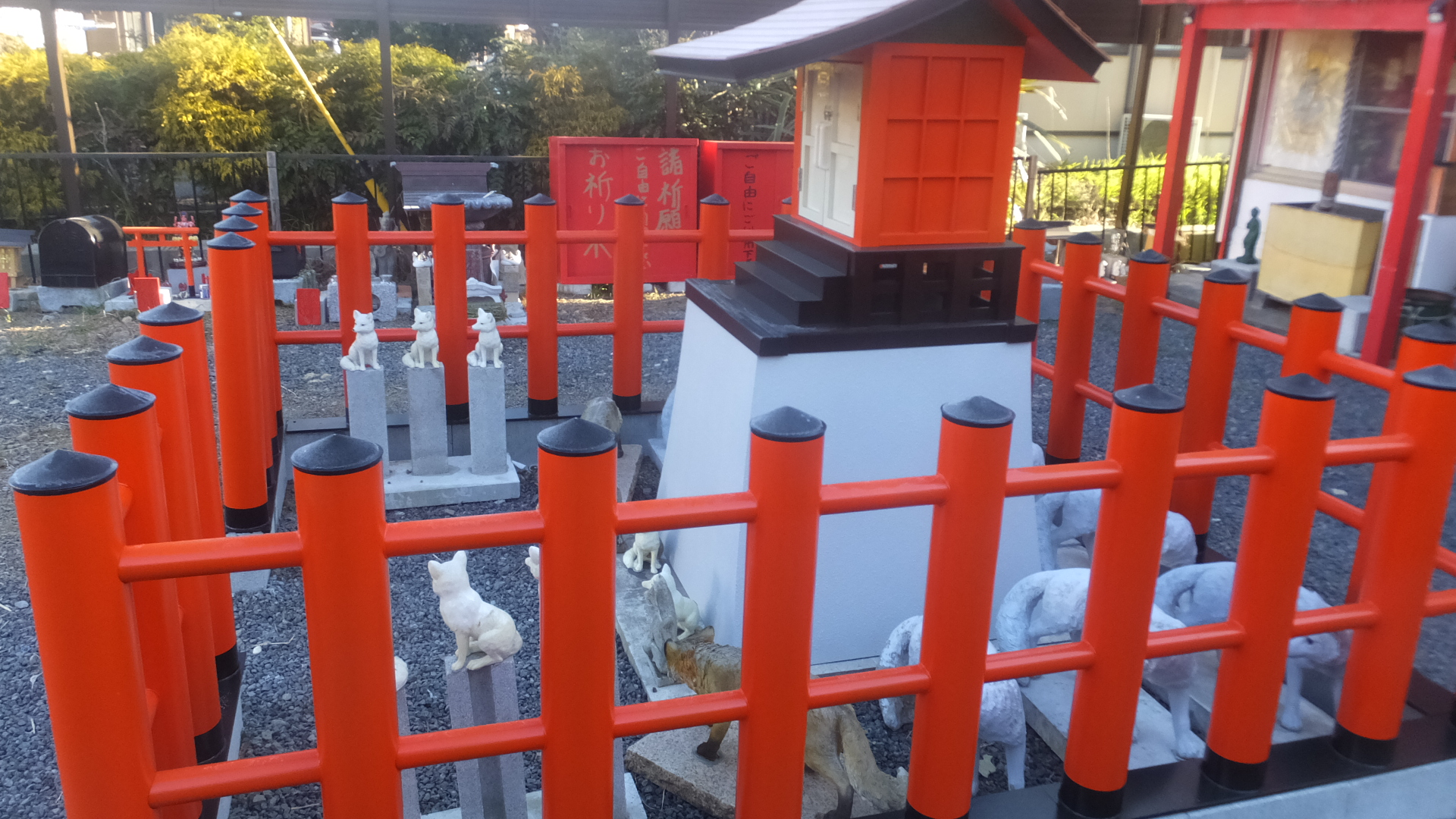
[牛久縁切り稲荷]・ [牛久成田山真浄寺]

## 祭り・イベント
- うしくかっぱ祭り

牛久市最大の祭りで、7月の最終土曜日・日曜日開催。
- うしくWaiワイまつり

文化の日（11月3日）開催。
- うしく・鯉まつり

憲法記念日（5月3日）開催。
- うしく菊まつり

11月上旬から中旬に開催。
- うしくゴッ多市

2月、4月、6月、10月、12月の第2日曜日に牛久市中央生涯学習センター駐車場で開催されるフリーマーケット。
- うしく現代美術展

1995年より毎年開催されている展覧会。
- ビエンナーレうしく

2006年から隔年で開催されていた全国公募絵画展。2017年8月、休止が通知される。

## 当市を舞台とした作品

### 文学
- 増田れい子『母・住井すゑ』（1998年のエッセイ） - 1930年代 - 1950年代の農村生活についての描写が多い

なお、江國香織『ウエハースの椅子』（2001年の小説）に「牛久駅」が登場するが、目的地は隣の稲敷郡茎崎町（現：つくば市）にある「つくば牡丹園」がモデルとみられる。

### 漫画
- 『卓球Dash!!』 - 牛久市を舞台にしたヤンキー卓球漫画。主人公は牛久市にある架空の学園「牛久武頼学園」をシメる最強のヤンキーという設定でステレオタイプの「ヤンキー」、茨城弁やマックスコーヒーなどご当地ネタが多い。

### 映画
- 『神谷浩史・小野大輔のDear Girl〜Stories〜THE MOVIE』 - 牛久大仏、牛久シャトーなどでロケ。
- 『下妻物語』 - 牛久大仏の前でヤンキー同士の抗争が行われるシーンがある。

### テレビ
- 『日曜美術館 私と小川芋銭』（1981年1月1日、NHK、住井すゑ他）
- 『新日曜美術館 河童になりたかった男 日本画家・小川芋銭』（2004年10月3日、NHK、はな、山根基世、池内紀、楳図かずお）
- 『ラブライブ!スーパースター!!』（2024年10月27日・11月24日・12月15日・12月22日、NHK） -登場人物である鬼塚夏美、鬼塚冬毬の出身地という設定で、 第4話と第11話に牛久駅と牛久大仏、第4話と第12話に牛久シャトー、第11話に柏田神社が登場。牛久市観光協会とのコラボ事業も行われている[14]。

## 出身有名人

### 産業
- 木村安兵衛 - 木村屋總本店創業者。あんぱんの考案者

### 文化
- 小川芋銭 - 日本画家
- 犬田卯 - 小説家、農民運動家
- 増田れい子 - ジャーナリスト、エッセイスト。生まれは東京府（現：東京都）
- 能町みね子 - エッセイスト、イラストレーター。生まれは北海道

### スポーツ

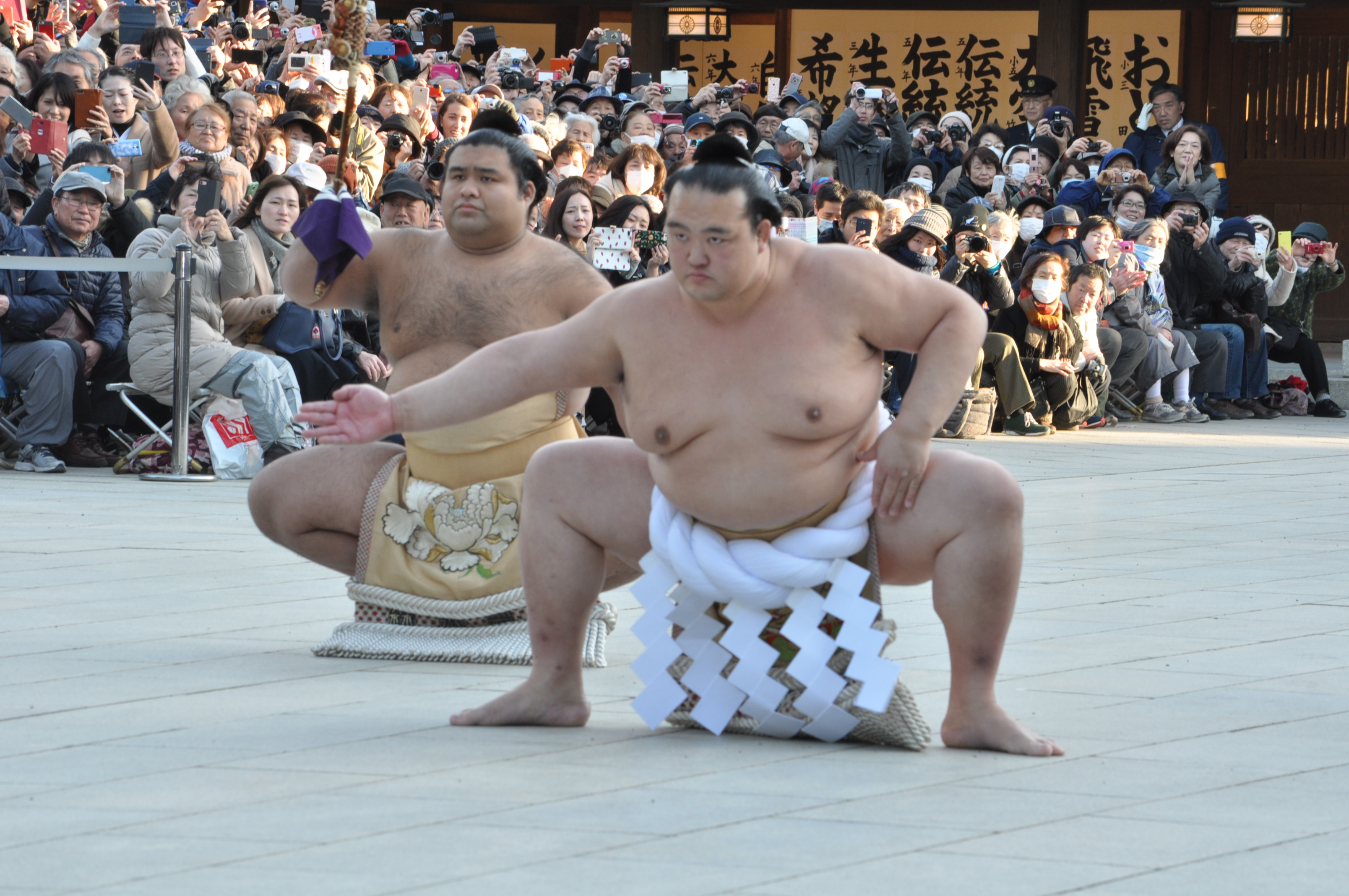
明治神宮での稀勢の里関の奉納土俵入り（2017年1月27日撮影）

- 小林孝至 - ソウルオリンピック・フリースタイル48kg級金メダリスト
- 庭田清美 - トライアスロン選手
- 神戸拓光 - 元プロ野球選手（外野手）。千葉ロッテマリーンズ
- 渡辺直人 - 元プロ野球選手（内野手）。東北楽天ゴールデンイーグルス
- 大澤茂樹 - 総合格闘家。元アマチュアレスリング選手
- 加藤壮次郎 - プロボクサー
- 稀勢の里寛 - 元大相撲力士。田子ノ浦部屋所属の第72代横綱。二所ノ関親方。生まれは兵庫県芦屋市。中学2年時に龍ケ崎市から転入
- 細谷真大 - プロサッカー選手。日本代表。柏レイソル
- 梅咲遥 - 女子プロレスラー
- 村島克哉 - プロレスラー。新日本プロレス
- 荻原大翔（イタリア語版） - スノーボーダー

### 芸能・放送
- 相川梨絵 - 元フリーアナウンサー。元共同テレビ・セント・フォース所属
- 乾曜子 - タレント。元中野腐女シスターズメンバー
- 遠藤亮 - NHKアナウンサー
- 大川敦子 - メ〜テレアナウンサー
- 神谷浩史 - 声優。生まれは千葉県松戸市[15]
- 渡辺翔 - 作曲家
- 千代正行 - ギタリスト、作曲家、編曲家
- どんぐりたけし - お笑い芸人・怪奇!YesどんぐりRPG
- 花島優子 - 女優、タレント。乙女塾3期生。フジテレビ系ドラマ『美少女仮面ポワトリン』主演
- 村上健志 - お笑い芸人・フルーツポンチ
- 湯原昌幸 - 歌手、俳優、レポーター
- 代永翼 - 声優。生まれは神奈川県

## 縁のある有名人
- 津田出 - 幕末期から明治前期にかけて活躍した武士・官僚、陸軍軍人。紀伊国（現：和歌山県）出身。女化に農場を開設
- 住井すゑ - 小説家。奈良県出身。60年以上居住
- 神谷傳兵衛 - 実業家。愛知県出身。牛久シャトー創設者

## 備考

### 他の「牛久」との混同
2010年9月22日には、ytv製作・日本テレビ系『情報ライブ ミヤネ屋』の猛暑特集が組まれた際に千葉県市原市の「牛久」（牛久地域気象観測所があり、同日、日本上位の猛暑を記録）と間違えられて当市が生中継される。なお、当市に気象観測所はない。

### 成田空港発着航空機の上空通過
牛久市上空は成田空港発着航空機の主要な航空路であるため、航空機が音をたてながら上空を通過する。特に成田市寄りの奥野地区では低空になるため機体が大きく見える。この際テレビ（電波）は機体反射波と直接波が入感するためアナログ放送受像時にはゴースト障害（=画面がちらつく）が発生していた。